# Limfòcit B de memòria

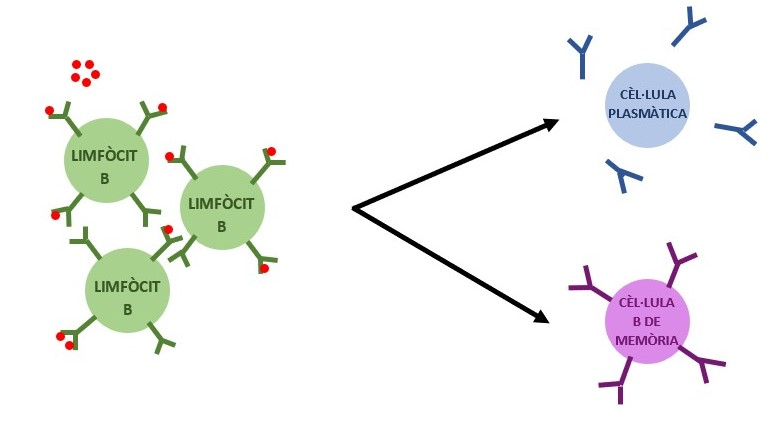
Transformacions dels limfòcits B després d'ésser activats (generació de cèl·lules B de memòria).

 Les cèl·lules B de memòria són un subtipus de limfòcit B que es forma dins dels centres germinals després de la primera exposició a un antigen. Tenen un paper molt important en la resposta immunitària secundària, ja que són capaces d'actuar més ràpidament i eficaç en cas de reinfecció.
La designació cèl·lules “B” prové de la Bursa Fabricii (Bossa de Fabrici) òrgan en el qual es desenvolupen aquests limfòcits en les aus (en els humans, la seva diferenciació es duu a terme en la medul·la òssia en el cas dels adults i en la melsa fetal en el cas dels fetus).

## Memòria immunitària
Tot i que generalment es faci referència al sistema immunitari com a unitat, és important apreciar que realment està compost per dos extrems interconnectats entre si: la immunitat innata i la immunitat adaptativa.
La immunitat adaptativa es fonamenta en els limfòcits T i B, i evoluciona com a reacció a una infecció que s'adapta per al reconeixement, eliminació i millor record de l'agent patogen invasor. A diferència, la immunitat innata, està constituïda per mecanismes de prevenció d‘infeccions o d'eliminació d'invasors comuns que actuen durant un breu període.
De forma diferent a qualsevol altre sistema biològic, el procés evolutiu ha permès que la resposta immunitària dels vertebrats hagi adquirit no només la capacitat d'adaptar-se als encontres amb un antigen estrany a temps real, sinó també la d'emmagatzemar aquesta informació per a ús futur (memòria immunitària).
La memòria immunitària és un atribut particularment important en la immunitat adaptativa (és inexistent en la innata), i consisteix en la capacitat del sistema immunitari per mostrar resposta de manera més eficient i ràpida a una segona exposició al patogen (que juntament amb les posteriors exposicions es denomina resposta secundària) comparat amb com ho fa davant una primera exposició (resposta primària).
Durant una resposta secundària, s'activen les cèl·lules de memòria (familiars dels limfòcits T i B), que són més eficients en haver estat “entrenades” durant la resposta primària, i tornen a combatre el patogen.

## Generació
La maduració de les cèl·lules B ocorre en absència d'antigen, produint-se en primer lloc i a partir de cèl·lules mare (cèl·lules B immadures que porten receptors IgM) a la medul·la òssia. Cada cèl·lula B porta receptors d'una sola especificitat, de manera que si alguna d'aquestes expressa receptors específics per antígens a la medul·la òssia és eliminada en aquesta primera etapa.
Les cèl·lules B que no expressen receptors autorreactius (és a dir, aquelles que no són eliminades en la medul·la òssia) maduren per expressar receptors IgM i IgD a la seva superfície. Seguidament, són alliberades cap a la perifèria, on circulen entre la sang, la limfa i els òrgans limfoides. Posteriorment, quan un antigen s'uneixi a una d'aquestes cèl·lules ja madures que conté el receptor específic per aquest antigen, succeirà la selecció clonal.
A partir d'aquesta cèl·lula B activada es crearan clons de cèl·lules B efectores (cèl·lules plasmàtiques) que alliberaran anticossos per l'antigen específic. A part, també s'originaran un seguit de cèl·lules B de memòria que activaran una defensa més ràpida en el cas que l'organisme experimenti una reinfecció.

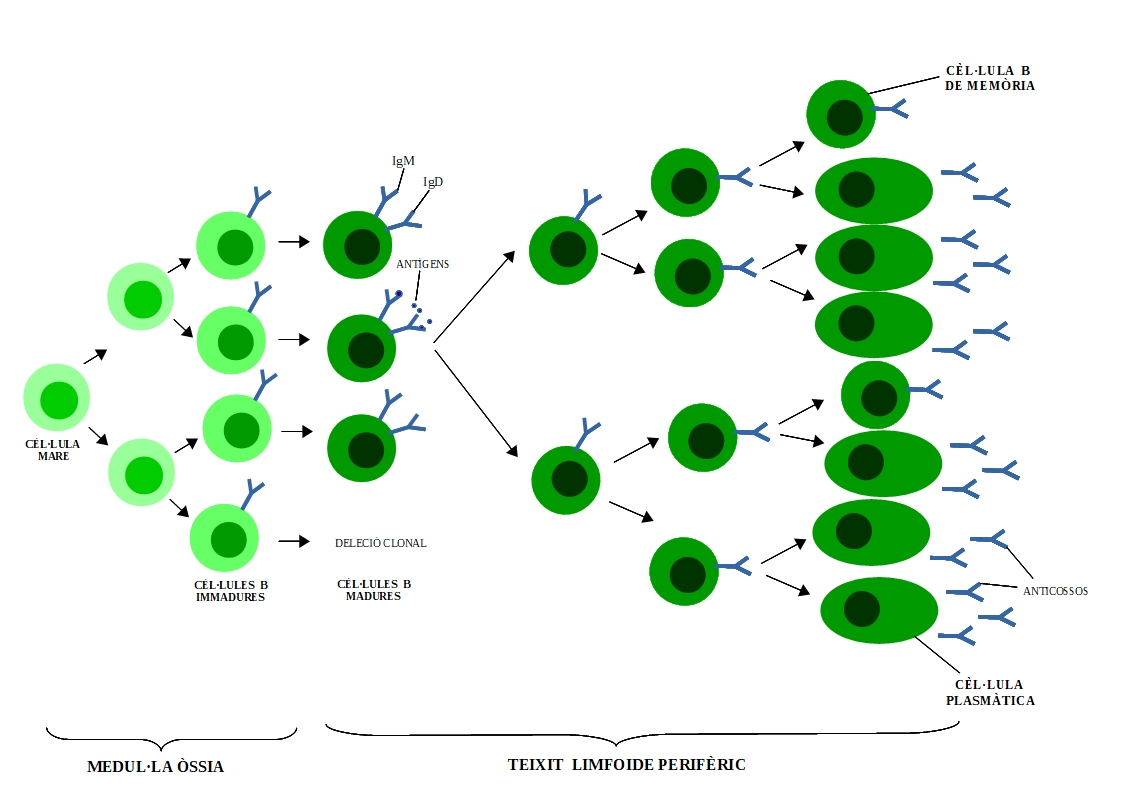
Procés de generació de les cèl·lules B de memòria a partir de cèl·lules mare.

## Actuació
Les cèl·lules B de memòria poden trobar-se a la circulació, als òrgans limfàtics secundaris i en la medul·la òssia.
Aquestes cèl·lules s'encarreguen de la resposta immunitària secundària. Els limfòcits B, quan entren en contacte amb un determinat antigen, a part de transformar-se en cèl·lules plasmàtiques que generaran anticossos contra aquest antigen, induiran la formació de cèl·lules B de memòria. Aquestes viuen molt de temps i tenen el que s'anomena memòria immunitària, de manera que si l'organisme s'exposa de nou a aquest antigen es produirà una resposta més ràpida i eficaç, ja que no s'haurà de repetir el procés de reconeixement característic de la resposta primària.
Les cèl·lules de memòria ofereixen així una protecció immediata. En el cas del compartiment B, aquesta protecció està controlada pels plasmòcits de vida mitjana-llarga, els quals generen anticossos durant anys amb la finalitat de mantenir un nivell protector d'anticossos en el sèrum i els líquids corporals sense que sigui necessària la presència de l'antigen.
Per una altra banda, les cèl·lules B de memòria, juntament amb les cèl·lules T de memòria centrals, vigilen els òrgans limfàtics secundaris. Aquestes cèl·lules ja han experimentat una proliferació homeostàtica en absència de l'antigen (fet que manté el conjunt de cèl·lules de memòria), de manera que una reexposició a l'antigen indueix una ràpida, intensa i massiva expansió clonal dels limfòcits B de memòria. Una part d'aquestes cèl·lules es diferenciarà en plasmòcits de vida mitjana-llarga (cèl·lules plasmàtiques).
Els limfòcits B de memòria, a causa del seu pas pel centre germinal (condició sine qua non de la generació de memòria immunitària), expressen un receptor de cèl·lules B (BCR), que té una alta afinitat per l'antigen, i també manifesten un major nivell de molècules de classe II del complex major d'histocompatibilitat (CMH). Aquests dos fets ajuden a que entrin en contacte més precoçment amb els limfòcits Tfh que els limfòcits B verges (cèl·lules que no han estat exposades a un antigen).
La resposta secundària es caracteritza per una ràpida producció d'anticossos IgG d'alta afinitat, amb nivells molt superiors als observats en el transcurs de la resposta primària.

### Memòria B
La memòria B està basada en les cèl·lules B de memòria i en els plasmòcits de llarga vida mitjana. El fet que els anticossos específics es mantinguin a nivells elevats durant llargs períodes s'explica gràcies a tres mecanismes diferents: en primer lloc, per la supervivència de les cèl·lules plasmàtiques de llarga vida mitjana en nínxols particulars, des d'on es produeixen anticossos, sense que sigui necessària la reexposició a l'antigen; en segon lloc, per la generació de cèl·lules plasmàtiques a partir dels limfòcits B de memòria activats per l'antigen inductor o per antígens que presenten reactivitat creuada amb aquest; i, per acabar, per la generació de cèl·lules plasmàtiques a partir de limfòcits B de memòria activats per lligands de receptors de tipus Toll (PAMP) o citosines.
El següent quadre esquemàtic representa les diferències més importants entre la resposta immunitària primària i la resposta immunitària secundària, fet que evidencia la importància de les cèl·lules B de memòria en la resposta immunitària humoral.
| PROPIETAT                       | RESPOSTA PRIMÀRIA  | RESPOSTA SECUNDÀRIA                                |
| Tipus de cèl·lules B impricades | Cèl·lules B verges | Cèl·lules B de memòria                             |
| Temps de retard                 | 4-7 dies           | 1-3 dies                                           |
| Temps de resposta màxima        | 7-10 dies          | 3-5 dies                                           |
| Magnitud de la resposta màxima  | Depèn de l'antigen | 100-1000 vegades més gran que la resposta primària |
| Isotip produït                  | IgM predominen     | IgG predominen                                     |
| Afinitat de l'anticòs           | Menor              | Major                                              |

## Antígens que generen memòria immunitària
Les cèl·lules Tfh col·laboren en la reacció produïda al centre germinal que precedeix el desenvolupament de la memòria immunitària del compartiment B. Aquestes cèl·lules s'activen en reconèixer el pèptid antigènic presentat per les cèl·lules dentrítiques a través de les molècules de classe II del CMH. Per tant, es desenvoluparà memòria immunitària per antígens de naturalesa proteica.
Els hidrats de carboni, en canvi, no generen memòria immunitària. Aquest fet s'explica perquè aquests no són recognoscibles pels limfòcits T, i, en conseqüència, el reconeixement dels hidrats de carboni per part dels limfòcits B no obtindrà la necessària col·laboració T per induir la reacció del centre germinal (que precediria un hipotètic desenvolupament de memòria immunitària). Això compromet la nostra capacitat de defensa davant de certs microorganismes, en particular contra bacteris amb càpsula.
Tot i així, sí que és possible el desenvolupament de memòria davant de microorganismes que integren glicoproteïnes. Aquest fenomen es produeix a causa que els Limfòcits B reconeixen els epítops presents en l'hidrat de carboni que integra la glicoproteïna, fet que promou l'endocitosi d'aquesta i el processament de la seva porció proteica. Això condueix a la presentació dels pèptids a la superfície  del limfòcit B per part de molècules de classe II del CMH. Posteriorment, aquests pèptids seran reconeguts pels limfòcits Tfh, establint-se, així, la col·laboració T-B, que conduirà a la reacció del centre germinal i, per tant, al desenvolupament de memòria immunitària davant d'epítops propis de l'hidrat de carboni que integra la glicoproteïna.

## Immunologia de memòria en la biomedicina
La immunologia clínica experimenta actualment una gran expansió i és objecte d'una creixent aplicació pràctica en la medicina. Té un paper important en la defensa contra les infeccions, els trasplantaments d'òrgans, la prevenció de malalties i les deficiències del sistema immunitari, juntament amb una gran varietat de trastorns que estan directament relacionats amb els mecanismes immunològics.
A més de la rellevància de la part clínica de la immunologia, les tècniques immunològiques són utilitzades amb molta freqüència al laboratori com, per exemple, en la mesura d'hormones i drogues.
La memòria immunitària del limfòcits B i T residuals és el fonament per la vacunació, que consisteix a utilitzar agents patògens atenuats o morts de tal manera que “eduquen” el sistema immunitari per preparar-lo per atacs posteriors d'agents patògens.